# Adel Abdelwahed
Adel Abdelwahed (ar. عادل عبد الواحد; ur. 17 kwietnia 1959 w Gizie) – egipski piłkarz grający na pozycji napastnika. W swojej karierze grał w reprezentacji Egiptu.

## Kariera klubowa
Całą swoją karierę piłkarską Abdelwahed spędził w klubie Zamalek SC, w którym zadebiutował w 1976 roku. Grał w nim do 1987 roku. Wraz z Zamalekiem dwukrotnie został mistrzem Egiptu w sezonach 1977/1978 i 1983/1984 oraz zdobył dwa Pucharów Egiptu w sezonach 1976/1977 i 1978/1979. W latach 1984 i 1986 wygrał Puchar Mistrzów.

## Kariera reprezentacyjna
W 1984 roku Abdelwahed został powołany do reprezentacji Egiptu na Puchar Narodów Afryki 1984. Zagrał w nim w jednym meczu, o 3. miejsce z Algierią (1:3). Z Egiptem zajął 4. miejsce w tym turnieju.